# Chrysaeglia ferrifasciata
Chrysaeglia ferrifasciata är en fjärilsart som beskrevs av Moore 1878. Chrysaeglia ferrifasciata ingår i släktet Chrysaeglia och familjen björnspinnare. Inga underarter finns listade i Catalogue of Life.